# Péter Bozsik
Péter Bozsik (* 30. Oktober 1961 in Budapest) ist ein ungarischer Fußballtrainer. Er ist ein Sohn des Fußballers József Bozsik, der Teil der Goldenen Elf Ungarns der 1950er Jahre war.
In seiner Zeit als aktiver Fußballer war Bozsik ausschließlich beim unterklassigen Pénzügyőr SE tätig, wo er danach auch das Traineramt ausübte. Ab 2000 war er als Vereinstrainer bei Vasas Budapest, Zalaegerszegi TE und Haladás Szombathely aktiv. Die Mannschaft aus Zalaegerszeg, die er von 2001 bis 2003 leitete, führte er dabei zum größten Erfolg der Vereinsgeschichte, der ungarischen Meisterschaft in der Saison 2001/02.
Von März bis Oktober 2006 war er in Nachfolge von Lothar Matthäus Trainer der ungarischen Fußballnationalmannschaft, ein Amt, das 1974 auch einmal von seinem Vater bekleidet wurde. Ihm folgte seinerseits der ungarische U-19-Trainer Péter Várhidi nach. Péter Bozsiks Bilanz als Nationaltrainer sind drei Siege und vier Niederlagen in sieben Spielen mit einem Torverhältnis von 10:12.

## Erfolge
- Ungarischer Meister: Saison 2001/02 (mit Zalaegerszegi TE)